# Reshum van Til
Reshum van Til (Eindhoven, 14 april 1982) is een Nederlandse zangeres.
Van Til groeide op in een muzikale familie. Tijdens haar middelbare studies werd ze geselecteerd om een aantal optredens in de stadsschouwburg te doen. Op zeventienjarige leeftijd zong ze demo's in voor andere artiesten. Toen ze achttien werd, kreeg ze een piano van haar moeder cadeau en begon ze met het componeren van eigen melodieën en teksten.
In 2003 nam Van Til met haar toenmalige vriend Léon deel aan Temptation Island 2. Hun relatie overleefde de test, maar liep in Nederland na een paar maanden stuk. Uit het programma hield ze echter een vriendschap over met Cindy Stoop en Katrien Schotte, met wie ze later het groepje Seduced vormde. De groep had een aantal succesjes en mocht onder andere een promotour doen in Spanje. Van Til schreef voor Good 2 B (hun grootste hit) en voor On da beat de tekst en melodie voor de coupletten en de bridge. Voor het liedje Why, de B-kant van On da beat, schreef ze de volledige tekst en melodie. Na drie jaar besloten de vrouwen een punt te zetten achter Seduced.
In november 2006 werd Van Til benaderd door BIP Records. Deze maatschappij had een nummer waarvoor ze een zangeres zochten. Van Til schreef de tekst en de melodie, terwijl de muziek geschreven werd door Sonic Solutions. Het nummer werd in 2007 uitgebracht onder de titel Read my mind met Van Til als zangeres. Onder meer Peter Luts maakte een remix voor het lied.